# Miasto Smederevo
Miasto Smederevo (serb. Grad Smederevo / Град Смедерево) – jednostka administracyjna w Serbii, w okręgu podunajskim. W 2018 roku liczyła 103 180 mieszkańców.